# گاچتا
گاچتا (انگلیسی: Gachetá) نام شهری در کشور کلمبیا است.